# Pedro Álvarez-Ossorio
Pedro Álvarez-Ossorio Rojas-Marcos (Sevilla, 30 de septiembre de 1945) es un director teatral, dramaturgo y actor español. También ha dirigido varios festivales de teatro entre los que destacan Fest (Festival Internacional de Sevilla). Es el director de la sala de teatro La Fundición de Sevilla.

## Biografía
Nace el 30 de septiembre de 1945 en Sevilla y hasta los 8 años vive en Marruecos. En 1953 su familia se traslada a Sevilla donde aún vive. En 1962 inicia sus estudios universitarios en Ingeniería técnica, antiguos peritos industriales. Un año más tarde ingresa en el seminario Marcelo Espínola donde estudia filosofía e inicia su actividad teatral.
En 1967 ingresa en el teatro universitario de Sevilla y en 1968 se sale del seminario y participa en la fundación de la compañía de teatro independiente Esperpento. Continúa sus estudios de ingeniería técnica y se titula en Arte Dramático.
1971-72 se traslada a Roma donde finaliza su licenciatura en Filosofía en la Pontificia Universidad de Santo Tomás de Aquino de Roma.
1972-77 Vuelve a Sevilla y continúa trabajando en la compañía Esperpento hasta su desaparición (1989), que compatibiliza con ser profesor de EGB.
1977 Por primera vez se libera y trabaja solo para el teatro.
1980-2 Inaugura y dirige la Sala municipal San Hermenegildo de Sevilla. Promueve y dirige la 1ª y 2ª Feria Internacional del Títere de Sevilla.
1983-1990 Ejerce como profesor en el Instituto del teatro de Sevilla.
1990-1992 Es nombrado director de la Unidad de producción del CAT (Centro Andaluz del Teatro).
Hasta 1998 continúa como profesor del instituto del teatro de Sevillano, año en el que funda la Asociación de Amigos del Teatro y las Artes escénicas de Sevilla (ATAES); poco después abre la sala de teatro La Fundición de la que es director hasta el 31 de octubre de 2022.

## Actividad profesional
Desde 1973, en la que dirige su primera obra con la histórica compañía Esperpento de Sevilla hasta la actualidad ha dirigido más de 30 espectáculos, como La casa de Bernarda Alba (Premio ADE de Dirección 1992), Edipo, Casandra (Teatro y Derechos humanos) o Juan de Mairena y recibido varios premios. En 1990 es nominado al premio ADE (Asociación de Directores de Escena) por El hombre que murió en la guerra; dos años más tarde lo consigue con La casa de Bernarda Alba, digiendo al CAT (Centro Andaluz de Teatro).
Como actor ha participado en varios largometrajes como El Lute: camina o revienta de Vicente Aranda, Juncal y Al otro lado del túnel, de Jaime de Armiñán, Padre Coraje, de Benito Zambrano y Blas Infante, de Antonio Gonzalo, entre otras.
En 1999 funda el teatro La Fundición de Sevilla, de la que es director y desde 2006 a 2010 dirige “feSt” (Festival Internacional de Teatro y Artes Escénicas de Sevilla).

## Obras de teatro dirigidas
- 1973: Diálogos de Ruzzante, sobre textos de Angelo Beolco "Ruzzante". Esperpento de Sevilla.
- 1978: ¿Qué negocio no es estafa? de Carlo Goldoni. Esperpento de Sevilla.
- 1979: ¡Usted tiene otra visión del mundo! sobre textos de Karl Valentin. Esperpento de Sevilla
- 1981: La prima Fernanda de los Hnos. Machado. Homenaje a Antonio Machado Sevilla-Turín- Buenos Aires.
- 1983: Ronda de amor a partir de una idea de Arthur Schnitzler. Esperpento de Sevilla.
- 1984: Flasch, dramaturgia y versión a partir de textos de Karl Valentin. Esperpento de Sevilla.
- 1985: Don Juan, Nueva concepción del mito a partir de la lectura de los textos clásicos. Esperpento de Sevilla.
- 1987: Historias de perfil de P. Álvarez-Ossorio, sobre textos propios, de Quim Monzó y Mercedes Abad. Derrape – Teatro.
- 1990: El hombre que murió en la guerra, Hnos. Machado. Nominado al premio ADE de dirección 1.990. Centro Andaluz de Teatro CAT
- 1992: La casa de Bernarda Alba, Federico García Lorca. Premio ADE de Dirección 1992. Centro Andaluz de Teatro CAT
- 1992: Edipo Rey, Sófocles. Teatro romano de Mérida.
- 1993: La corte de Faraón, Vicente Lleó. Instituto del Teatro, Sevilla.
- 1994: Os Cornos de Don Friolera, Ramón del Valle Inclán. Centro Dramático de Évora, Portugal.
- 1994: El lindo don Diego, Agustín Moreto. Instituto del Teatro, Sevilla.
- 1995: La importancia de llamarse Ernesto, Oscar Wilde. Instituto del Teatro, Sevilla.
- 1995: Don Juan, Carnaval de Amor y Muerte, P. Álvarez-Ossorio sobre textos de varios autores. Centro Andaluz de Teatro CAT.
- 1998: Razón de Estado. Una reflexión sobre el poder a partir del texto de Schiller María Estuardo. Compañía “La Fundición”
- 1998: El público de Federico García Lorca. Escuela Superior de Cine y Teatro. Lisboa, Portugal.
- 1999: Las personas decentes de Enrique Gaspar. Compañía “La Fundición”
- 1999: ¿Qué soñó la bella durmiente? de A. R. Almodóvar. Compañía Rosario Lara.
- 2000: Edipo versión libre sobre el texto de Sófocles. Compañía La Fundición
- 2000: Argonautas 2.000 versión propia sobre textos de Apolonio de Rodas y Darko Lukic. Producción: Instituto Internacional del Teatro del mediterráneo. España, Italia, Francia, Portugal, Croacia, Marruecos, Grecia, Bosnia y Rumanía.
- 2001: Casandra (Teatro y Derechos humanos), versión propia sobre textos de Armando do Nascimento, Mª Pía Daniele, Matei Visniec, Draga Potocnajk, Miguel Morillo, Juan Pablo Heras y Raúl Hernández Garrido. Producción internacional (España, Italia, Portugal, Francia, Eslovenia, Marruecos, Cuba y Georgia).
- 2002: San Francisco non stop de Gerald Guidera. Compañía "La Fundición"
- 2003: La Frontera de A. Gálvez. Premio Universidad de Sevilla. Compañía “La Fundición” y Universidad de Sevilla.
- 2003: Fuenteovejuna de Lope de Vega. Centro Dramático de Évora. CENDREV.
- 2004: La verdadera historia de la Bella Durmiente. Compañía “La Fundición” y CENDREV.
- 2006: Fuera, Fora, Dehors. Coproducción hispano-franco-portuguesa.
- 2007: Don Juan, noche tenebrosa. Para Juan Diego y Armoniosis concerti.
- 2008: Juan de Mairena, de Antonio Machado (Versión de Padero A. Ossorio), interpretada por Juan Carlos Sánchez, Emilio Alonso León y María León.
- 2010: Queipo, el sueño de un general, interpretada por Antonio Dechent

## Interpretaciones para cine y televisión
- 1981: Casas Viejas, de José Luis López del Río.
- 1986: El Lute: camina o revienta, de Vicente Aranda.
- 1987: Las dos orillas, de Juan Sebastián Bollaín.
- 1988: Juncal, de Jaime de Armiñán.
- 1993: Al otro lado del túnel, de Jaime de Armiñán.
- 1994: El jardín de los poetas, de Basilio Martín Patino.
- 1995: El palomo cojo, de Jaime de Armiñán.
- 1999: Nadie conoce a nadie, de Mateo Gil.
- 2000: Padre coraje, de Benito Zambrano.

- Datos: Q6070694